# Pediomelum pentaphyllum
Pediomelum pentaphyllum är en ärtväxtart som först beskrevs av Carl von Linné, och fick sitt nu gällande namn av James Walter Grimes. Pediomelum pentaphyllum ingår i släktet Pediomelum och familjen ärtväxter. Inga underarter finns listade i Catalogue of Life.